# Polycentropus variegatus
Polycentropus variegatus is een schietmot uit de familie Polycentropodidae. De soort komt voor in het Nearctisch gebied.